# Онглефор
Онглефор (фр. Anglefort) насеље је и општина у источној Француској у региону Рона-Алпи, у департману Ен (Рона-Алпи) која припада префектури Belley.
По подацима из 2011. године у општини је живело 1031 становника, а густина насељености је износила 35,24 становника/km². Општина се простире на површини од 29,26 km². Налази се на средњој надморској висини од 251 метар (максималној 1.524 m, а минималној 238 m).

## Демографија
| 1962. | 1968. | 1975. | 1982. | 1990. | 1999. | 2011. |
| ----- | ----- | ----- | ----- | ----- | ----- | ----- |
| 438   | 528   | 697   | 714   | 687   | 769   | 1.031 |

График промене броја становника у току последњих година